# Chung Ho Sung
Chung Ho sung (en coreano: hangul:정호승, RR: Jeong Ho-seung, MR: Chŏng Ho-sŭng) es un poeta, escritor y guionista de manhwa de Corea del Sur.

## Biografía
Chung Ho Sung nació en Daegu el 3 de enero de 1950 y se trasladó a Gyeonggi para completar su licenciatura y máster de literatura coreana en la Universidad Kyunghee. 
En 1972 se alzó con el premio de jóvenes artistas del diario Hanguk Ilbo con el poema Yeonghee subiendo a la gruta Seokkuram (Seoggulameul oreuneun yeonghui). A partir de ese momento, numerosos premios marcaron su carrera literaria, principalmente poética, que se vio impulsada por el premio Chosun Ilbo en 1982 a su relato "El rito de consuelo para las almas en pena" (Wiryeongjae).
Ha publicado más de 80 obras y algunos de sus cuentos han sido adaptados en forma de manhwa.

## Obra
Los temas de su obra incluyen la división social, la pobreza y la alienación, pero su obra presenta estos temas con una gracia lírica y una inocencia que elimina cualquier traza de crítica extrema. Se centra de forma intencionada en el sufrimiento, esperando que en la desesperación se pueda encontrar algo de esperanza, con el fin de que pueda ser la base de un futuro mejor.
El poeta también muestra el resentimiento y la enemistad que hay en los corazones de los agricultores y trabajadores que se han visto despojados de sus raíces por la sociedad surcoreana rápidamente urbanizada, y los intentos de resistir y superar estas condiciones. Habla a las masas y asume como deber poético el alabar a la gente por su obstinada y valiente actitud hacia la vida y el ayudarlos a creer en su futuro.
Su estilo es familiar, como el que se puede encontrar en las canciones tradicionales, y los críticos atribuyen esto a tres causas. La primera por el ritmo de los poemas; la segunda porque el vocabulario está escogido según su naturaleza emotiva; y por último porque trata sobre la vida cotidiana de los coreanos.

## Obras[3]

### Libros de poemas
- 1979: De la tristeza a la felicidad (슬픔이 기쁨에게)
- 1990:Las estrellas son cálidas (별들은 따뜻하다)
- 1996: La urraca que voló al mar (바다로 날아간 까치)
- 1997:Muere amando (사랑하다가 죽어버려라)
- 1999:Si tienes ganas de llorar, toma un tren (눈물이 나면 기차를 타라)
- 2000:La persona que amo (내가 사랑하는 사람)
- 2004:En este breve tiempo (이 짧은 시간 동안)

### Poemas infantiles para adultos
- Las hojas también sufren

### Cuentos para adultos
- "La vasija" (convertido en manhwa)
- "El amante"
- "Historia de un tren"
- "El rodaballo"

### Prosa poética
- Consuelo

## Premios[4]
- 1972: Premio de jóvenes artistas del diario Hanguk Ilbo con "Seoggulameul oreuneun yeonghui" (석굴암을 오르는 영희)
- 1973: Premio de jóvenes poetas de Dehan Ilbo con el poema "Cheomseongdade" (첨성대) incluido en Morir después de amar
- 1982: Premio Choseon Ilbo de historia corta con "Wiryeongjae" (위령제)
- 1989: Premio de Literatura y Poesía Sowol
- 1997: Premio de Literatura Este-Oeste[5]
- 2000: Premio de Literatura Jeong Jiyeong
- 2001: Premio de Poesía Pyeong-un.
- 2002: Premio de Literatura de Kyeonghui
- 2006: Premio de Literatura católica